# Nederlandse Spellenprijs
De Nederlandse Spellenprijs is de kwaliteitsprijs voor in het Nederlands uitgegeven gezelschapsspellen. Deze spellenprijs is in 2001 in het leven geroepen door de landelijke spellenvereniging Ducosim, om de spelende consument een onafhankelijk waardeoordeel te bieden. Een spel kan winnen in een van drie categorieën: familie, kenners of experts.. Een familiespel is geschikt voor een groot publiek, waaronder kinderen vanaf 8 jaar. Een kennersspel vraagt iets meer speelervaring en voor degenen die van een gezonde uitdaging houden, zijn er de expertspellen.

## Winnaars van Nederlandse Spellenprijs
Tot en met 2012 werd er slechts een prijs uitgereikt. In 2013 werden er twee prijzen uitgereikt: een voor het beste familiespel en een voor het beste expertspel. In 2020 kwam er ook een prijs voor kennersspellen bij.
| Jaar | Spel                    | Auteur                                                   | Uitgever                    |
| ---- | ----------------------- | -------------------------------------------------------- | --------------------------- |
| 2001 | Machiavelli             | Bruno Faidutti                                           | 999 Games                   |
| 2002 | Cartagena               | Leo Colovini                                             | Identity Games              |
| 2003 | Puerto Rico             | Andreas Seyfarth                                         | Ravensburger                |
| 2004 | Maharadja               | Wolfgang Kramer, Michael Kiesling                        | Phalanx Games               |
| 2005 | De ontembare stad       | Hans van Tol                                             | The Game Master             |
| 2006 | Caylus                  | William Attia                                            | Quined & White Goblin Games |
| 2007 | De Vorsten van Florence | Wolfgang Kramer, Richard Ulrich, Jens Christopher Ulrich | QWG Games                   |
| 2008 | Cuba                    | Michael Rieneck, Stefan Stadler                          | The Game Master             |
| 2009 | Agricola                | Uwe Rosenberg                                            | 999 Games                   |
| 2010 | Hoogspanning            | Friedemann Friese                                        | 999 Games                   |
| 2011 | Hanzesteden             | Andreas Steding                                          | 999 Games                   |
| 2012 | Lancaster               | Matthias Cramer                                          | 999 Games                   |

### Winnaars van Nederlandse Spellenprijs familie
| Jaar | Spel                | Auteur                                           | Uitgever                                              |
| ---- | ------------------- | ------------------------------------------------ | ----------------------------------------------------- |
| 2013 | King of Tokyo       | Richard Garfield                                 | Heidelberger Spieleverlag/Iello                       |
| 2014 | Qwixx               | Steffen Benndorf                                 | White Goblin Games/Nürnberger-Spielkarten-Verlag GmbH |
| 2015 | Splendor            | Marc André                                       | Space Cowboys/Asmodee                                 |
| 2016 | Avonturenland       | Michael Kiesling, Wolfgang Kramer                | HABA                                                  |
| 2017 | Droomhuis           | Klemens Kalicki                                  | Chronicle Games                                       |
| 2018 | Azul                | Michael Kiesling                                 | Next Move                                             |
| 2019 | Welcome to...       | Benoit Turpin                                    | Jumping Turtle Games                                  |
| 2020 | Point Salad         | Shawn Stankewich, Molly Johnson en Robert Melvin | White Goblin Games                                    |
| 2021 | CuBirds             | Stefan Alexander                                 | Gam’inBIZ                                             |
| 2022 | Cascadia            | Randy Flynn                                      | White Goblin Games                                    |
| 2023 | De Betoverde Torens | Wolfgang Kramer en Michael Kiesling              | HOT Games                                             |
| 2024 | Sky Team            | Luc Rémond                                       | 999 Games                                             |

### Winnaars van Nederlandse Spellenprijs kenners
| Jaar | Spel                   | Auteur                                           | Uitgever       |
| ---- | ---------------------- | ------------------------------------------------ | -------------- |
| 2020 | De Crew                | Thomas Sing                                      | 999 Games      |
| 2021 | It’s a Wonderful World | Frédéric Guérard                                 | Geronimo Games |
| 2022 | Libertalia             | Paolo Mori                                       | 999 Games      |
| 2023 | Heat                   | Asger Harding Granerud en Daniel Skjold Pedersen | Days Of Wonder |
| 2024 | Forest Shuffle         | Kosch                                            | Lookout Games  |

### Winnaars van Nederlandse Spellenprijs experts
| Jaar | Spel                                     | Auteur                            | Uitgever                     |
| ---- | ---------------------------------------- | --------------------------------- | ---------------------------- |
| 2013 | Terra Mystica                            | Helge Ostertag,Jens Drögemüller   | Feuerland/White Goblin Games |
| 2014 | De Legenden van Andor                    | Michael Menzel                    | Kosmos                       |
| 2015 | Concordia                                | Mac Gerdts                        | 999 Games                    |
| 2016 | Marco Polo                               | Simone Lucianien, Daniele Tascini | 999 Games                    |
| 2017 | Orléans                                  | Reiner Stockhausen                | White Goblin Games           |
| 2018 | Gaia Project                             | Jens Drögemüller, Helge Ostertag  | White Goblin Games           |
| 2019 | Rovers van de Noordzee                   | Shem Phillips                     | White Goblin Games           |
| 2020 | Architecten van het Westelijk Koninkrijk | Shem Phillips, Sam Macdonald      | White Goblin Games           |
| 2021 | Everdell                                 | James A. Wilson                   | White Goblin Games           |
| 2022 | Ark Nova                                 | Mathias Wigge                     | White Goblin Games           |
| 2023 | Sleeping Gods                            | Ryan Laukat                       | Keep Exploring Games         |
| 2024 | Sabika                                   | Germán P. Millán                  | Keep Exploring Games         |